# Triclistus yponomeutae
Triclistus yponomeutae är en stekelart som beskrevs av Aeschlimann 1973. Triclistus yponomeutae ingår i släktet Triclistus och familjen brokparasitsteklar. Inga underarter finns listade i Catalogue of Life.